# Хелль, Хайко
Хайко Хелль (нем. Heiko Hell; род. 5 мая 1980, Пиннеберг, Шлезвиг-Гольштейн) — немецкий пловец, специалист по плаванию вольным стилем. Выступал за сборную Германии по плаванию в первой половине 2000-х годов, многократный победитель и призёр первенств национального значения, участник двух летних Олимпийских игр.

## Биография
Хайко Хелль родился 5 мая 1980 года в Пиннеберге, Шлезвиг-Гольштейн. Детство провёл в коммуне Зестер.
Занимался плаванием в Гамбурге под руководством тренера Дирка Ланге.
Впервые заявил о себе на международном уровне в сезоне 2000 года, когда вошёл в основной состав немецкой национальной сборной и благодаря череде удачных выступлений удостоился права защищать честь страны на летних Олимпийских играх в Сиднее. Выступал здесь стразу в трёх дисциплинах: в плавании на 400 метров вольным стилем с результатом 3:50,80 стал девятым в общем зачёте и в финал не вышел; в плавании на 1500 метров вольным стилем отобрался в финал и в решающем заплыве финишировал восьмым, показав время 15:19,87; в эстафете 4 × 200 метров вольным стилем вместе со своими соотечественниками расположился на шестой позиции, но стартовал только в предварительном квалификационном заплыве.
После сиднейской Олимпиады Хелль остался в составе плавательной команды Германии на ещё один олимпийский цикл и продолжил принимать участие в крупнейших международных соревнованиях. Так, в 2001 году он отметился выступлением на чемпионате мира по водным видам спорта в Фукуоке, где стартовал на дистанциях 400 и 800 метров вольным стилем.
В 2002 году плыл 400 и 1500 метров вольным стилем на домашнем чемпионате Европы в Берлине.
В 2004 году на олимпийском квалификационном отборе превзошёл всех конкурентов в плавании на 400 метров вольным стилем, в том числе взял верх над партнёром по команде Кристианом Хайном, и выполнил олимпийский квалификационный норматив (3:51,48). На Олимпийских играх в Афинах в той же дисциплине занял на сей раз лишь 18-е место, показав время 3:52,06, тогда как в программе эстафеты 4 × 200 метров вольным стилем вновь оказался шестым.
В течение своей спортивной карьеры Хайко Хелль в общей сложности девять раз становился чемпионом Германии в плавании на 400, 800 и 1500 метров вольным стилем.
В 2009 году окончил Кильский университет и впоследствии работал стоматологом в Морреге.